# كريس كريستوفرسن
كريس كريستوفرسن مواليد 13 أغسطس 1979 في بورنهولم، هو لاعب كرة سلة دانمركي. بدأ مسيرته الاحترافية في سنة 2002. يلعب مع باكين بيرز في الدوري الدنماركي لكرة السلة كلاعب وسط. يحمل الرقم 14. يبلغ طوله 7 قدم 2 بوصة (2.2 م). لعب أيضا مع فيكتوريا يبرتاس بيزارو.

## روابط خارجية
- كريس كريستوفرسن على موقع الاتحاد الدولي لكرة السلة (الإنجليزية)
- كريس كريستوفرسن على موقع كرة السلة الأوروبية.كوم (الإنجليزية)
- كريس كريستوفرسن على موقع كلية كرة السلة في سبورتس رفرنس.كوم (الإنجليزية)
- كريس كريستوفرسن على موقع ريلجم (الإنجليزية)
- كريس كريستوفرسن على موقع بروبوليرز (الإنجليزية)
- كريس كريستوفرسن على موقع سبورتس رفرنس (الإنجليزية)
- كريس كريستوفرسن على موقع سبورتس رفرنس (الإنجليزية)